# Sanctuaire de Notre-Dame des Vernettes
Ne doit pas être confondu avec la Chapelle des Vernettes, à Quintal en Haute-Savoie.
 (août 2023).
Si vous disposez d'ouvrages ou d'articles de référence ou si vous connaissez des sites web de qualité traitant du thème abordé ici, merci de compléter l'article en donnant les références utiles à sa vérifiabilité et en les liant à la section « Notes et références ».
Le sanctuaire de Notre-Dame des Vernettes est situé sur le territoire de la commune de Peisey-Nancroix en Savoie. Il a été construit au XVIIIe siècle.
Haut-lieu de dévotion depuis le XVIIe siècle, un grand pèlerinage s'y déroule chaque 16 juillet au cours duquel est portée en procession avec dévotion la statue de la Vierge de Pitié.
Surplombant la vallée du Ponthurin, le sanctuaire est constitué d'une grande chapelle abritant la Vierge de Pitié, ainsi que, en contrebas, à l'issue d'un chemin de croix en bois, d'une petite chapelle côtoyant une source réputée « miraculeuse ».
Le sanctuaire se trouve au pied de l'Aiguille Grive (2 732 m) et face au massif de Bellecôte, dont le sommet s'élève à 3 417 m.

## Histoire
Le sanctuaire Notre-Dame-des-Vernettes a été édifié au début du XVIIIe siècle auprès d'une source « miraculeuse » située à 1 816 m d'altitude à une heure de marche du chef-lieu de Peisey-Nancroix, à la suite de la guérison miraculeuse d'un habitant de Peisey.
Un premier oratoire dédié à Notre-Dame-de-Pitié, patronne des lépreux est édifié en 1702. Rapidement détruit, il est reconstruit un peu plus haut dans les années 1720 par ce qui est aujourd'hui la grande chapelle Notre-Dame-des-Vernettes.
Fière représentante de l'art baroque et du style rococo, la chapelle fut construite entre 1722 et 1742 pour le culte de Notre-Dame-de-Pitié.
Cet édifice fait l'objet d'une inscription au titre des monuments historiques par arrêté du 27 juin 1983.
La statue de la Vierge de Pitié, dite Notre-Dame-Des-Vernettes, portée en procession lors de chaque pèlerinage annuel, est une statue en bois polychrome, et est un objet classé au titre des monuments historiques le 25 juillet 1958.

## Architecture
C'était à l'origine un sanctuaire marial d'inspiration art baroque savoyard.
Les peintures murales ont été réalisées par Luca Valentino en 1733 et restaurées à plusieurs reprises jusqu'à aujourd'hui.
Le retable majeur du maître-autel en bois taillé polychrome a été édifié entre 1738 et 1742 par Joseph-Marie Martel, il est dédié à Notre-Dame-de-Pitié.
Les autels latéraux (1750) sont dédiés à saint Jean-Baptiste et saint Nicolas.

## Vues

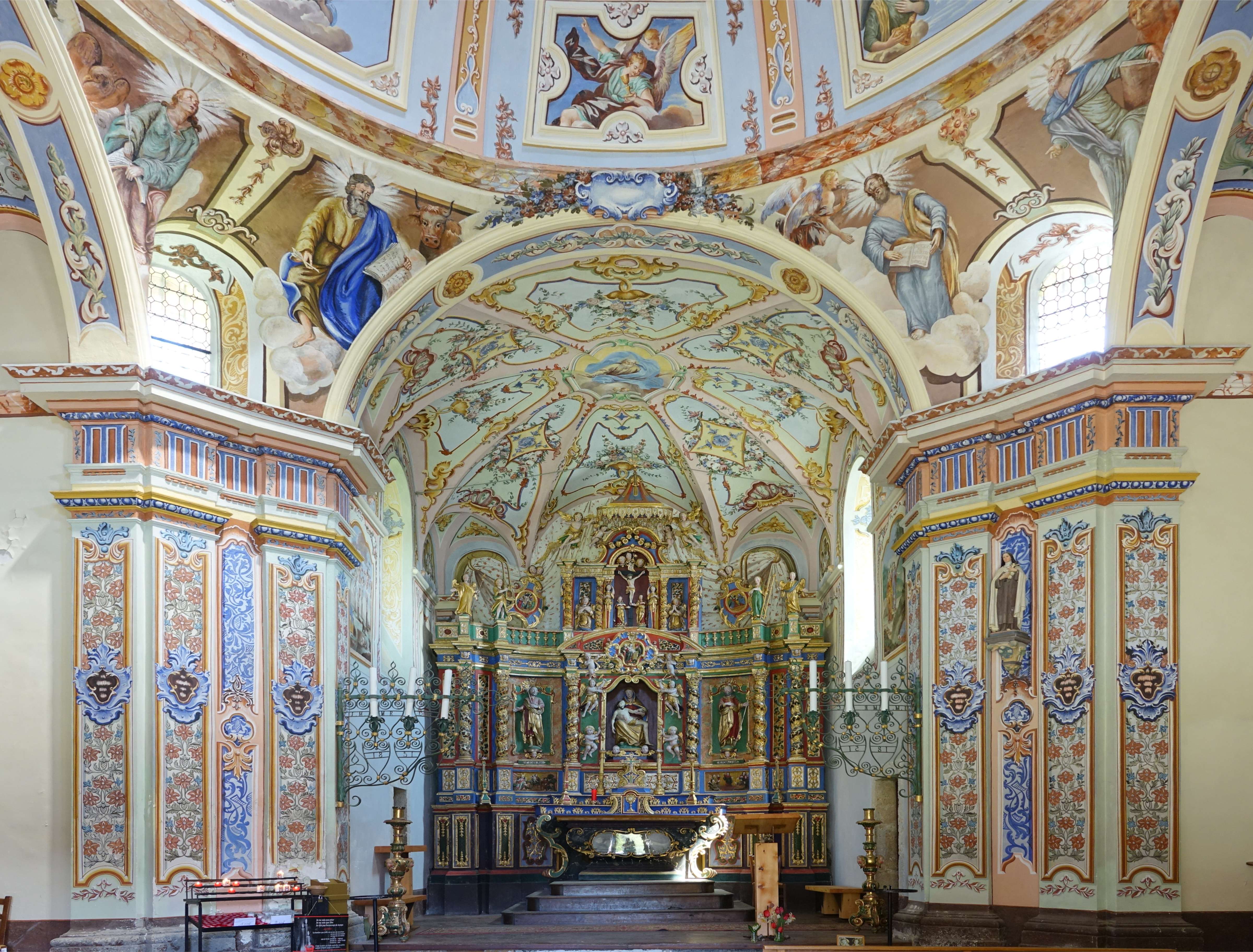
Intérieur.
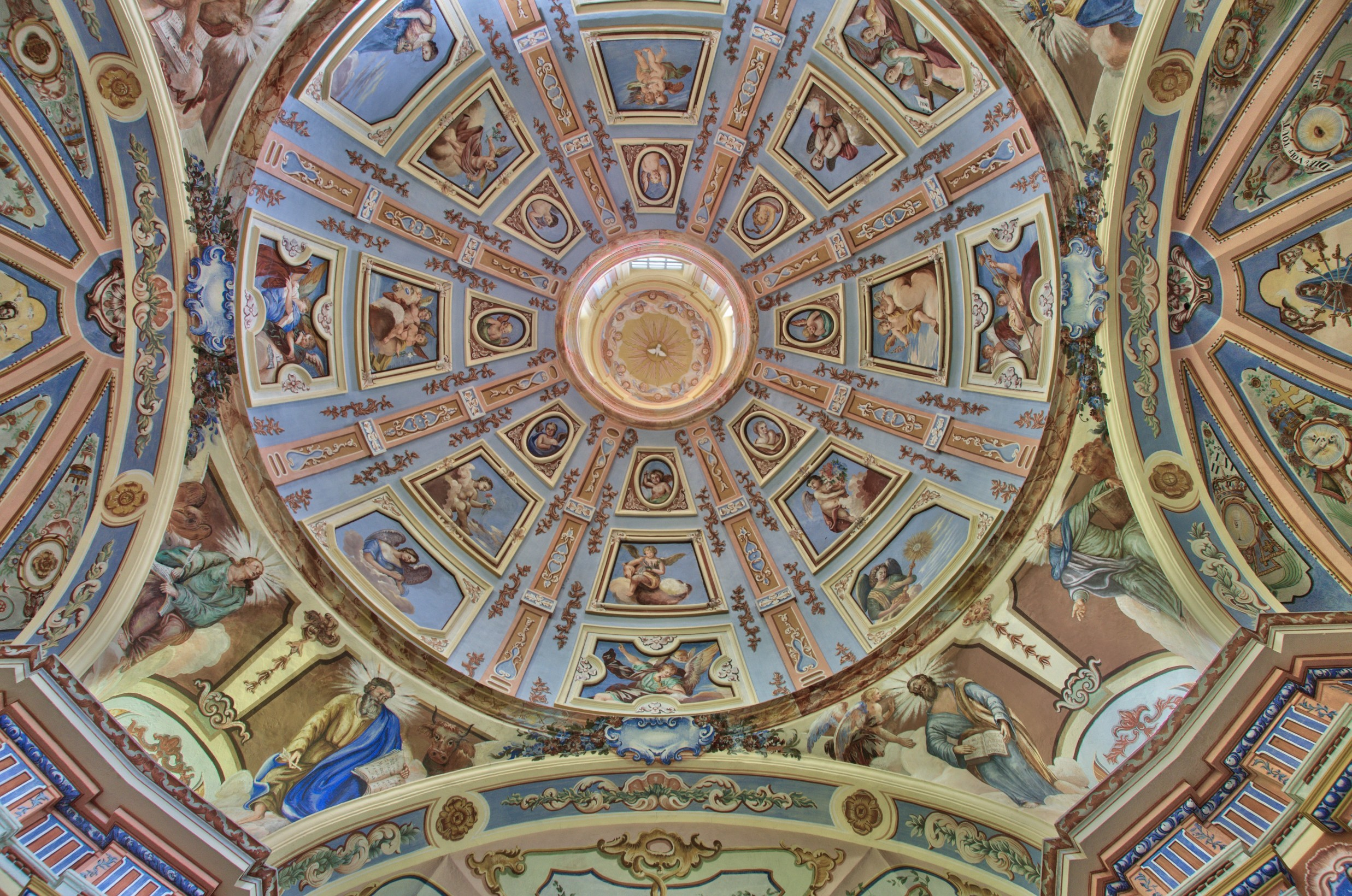
Le transept.
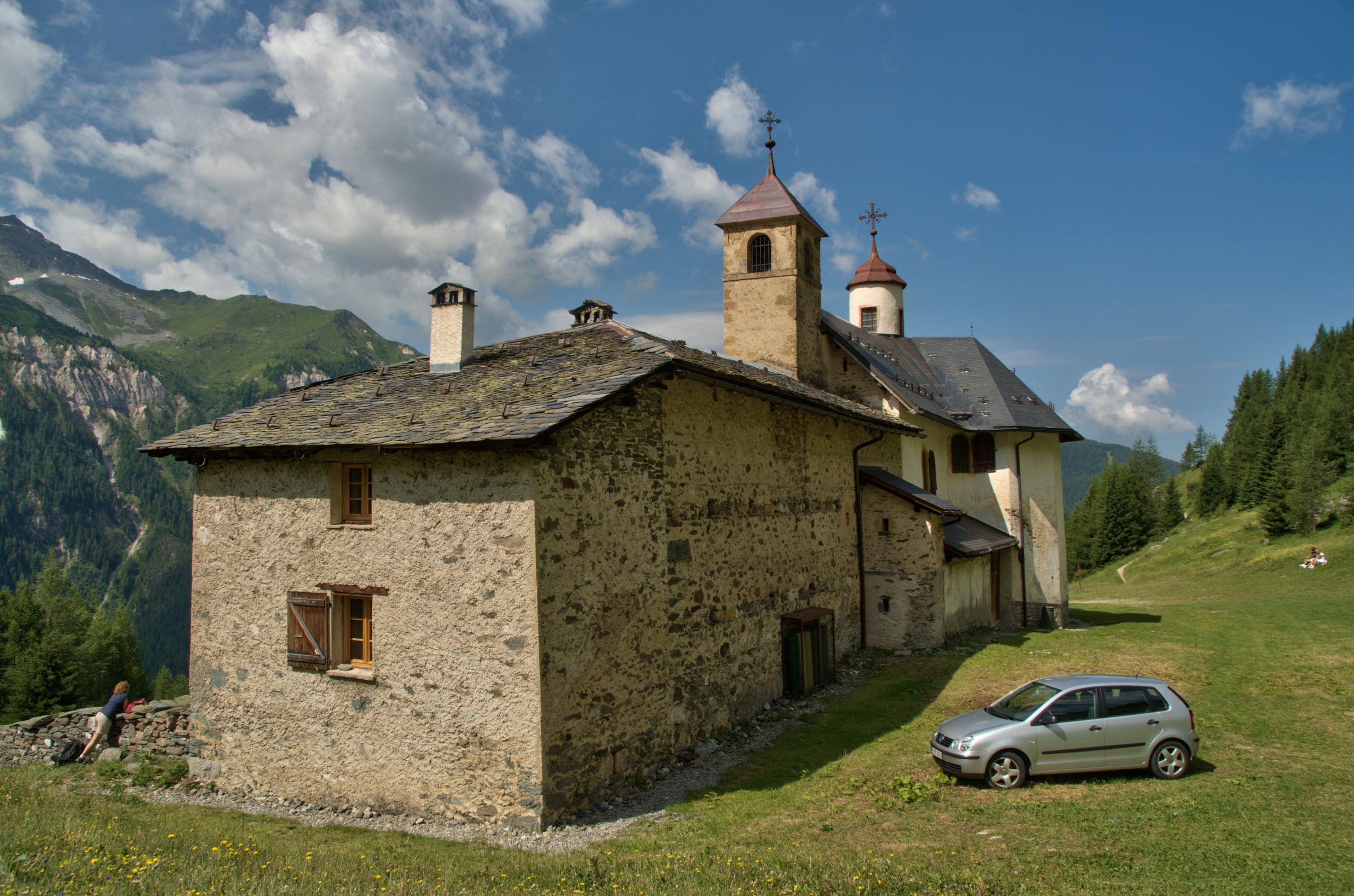
Face nord-est.
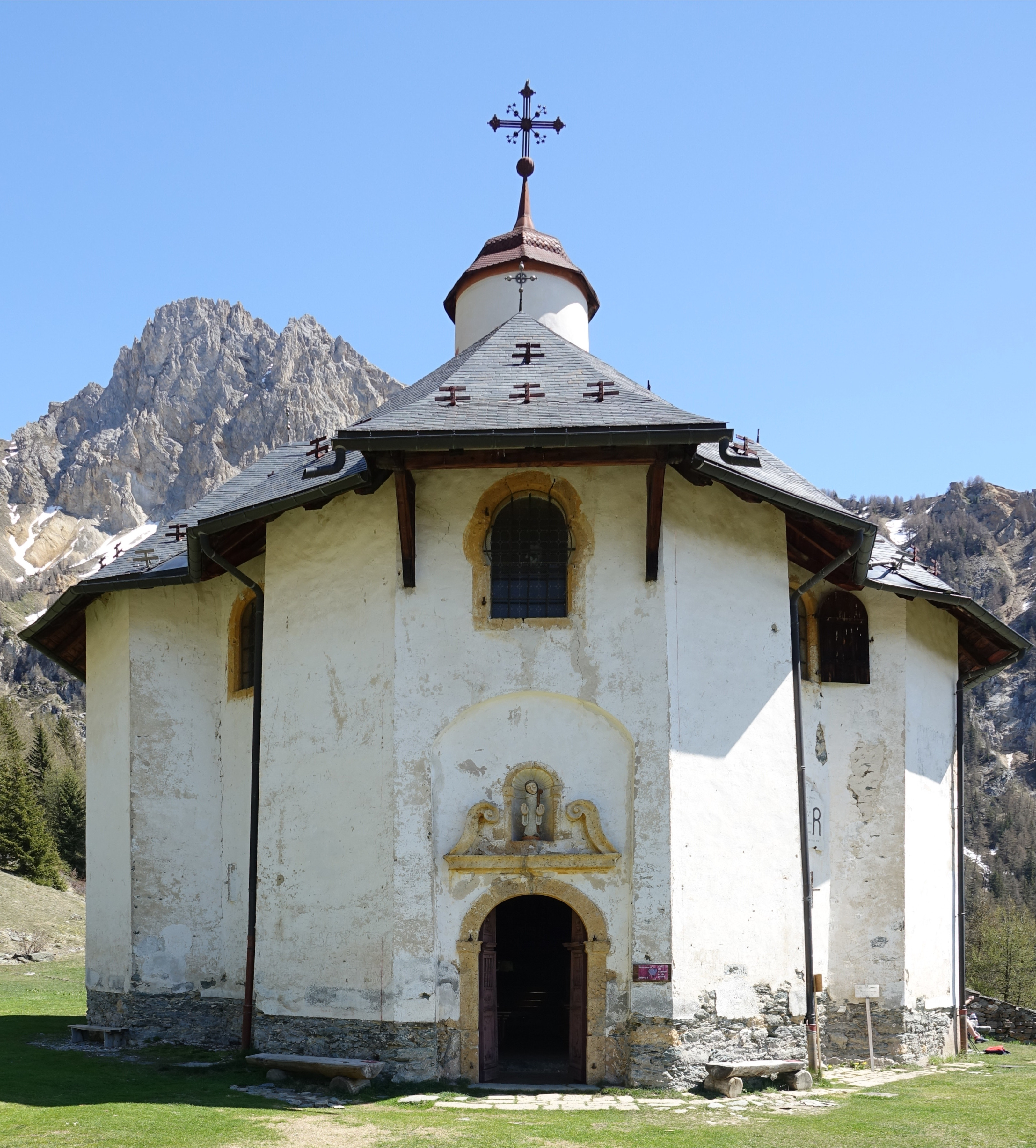
Face ouest.
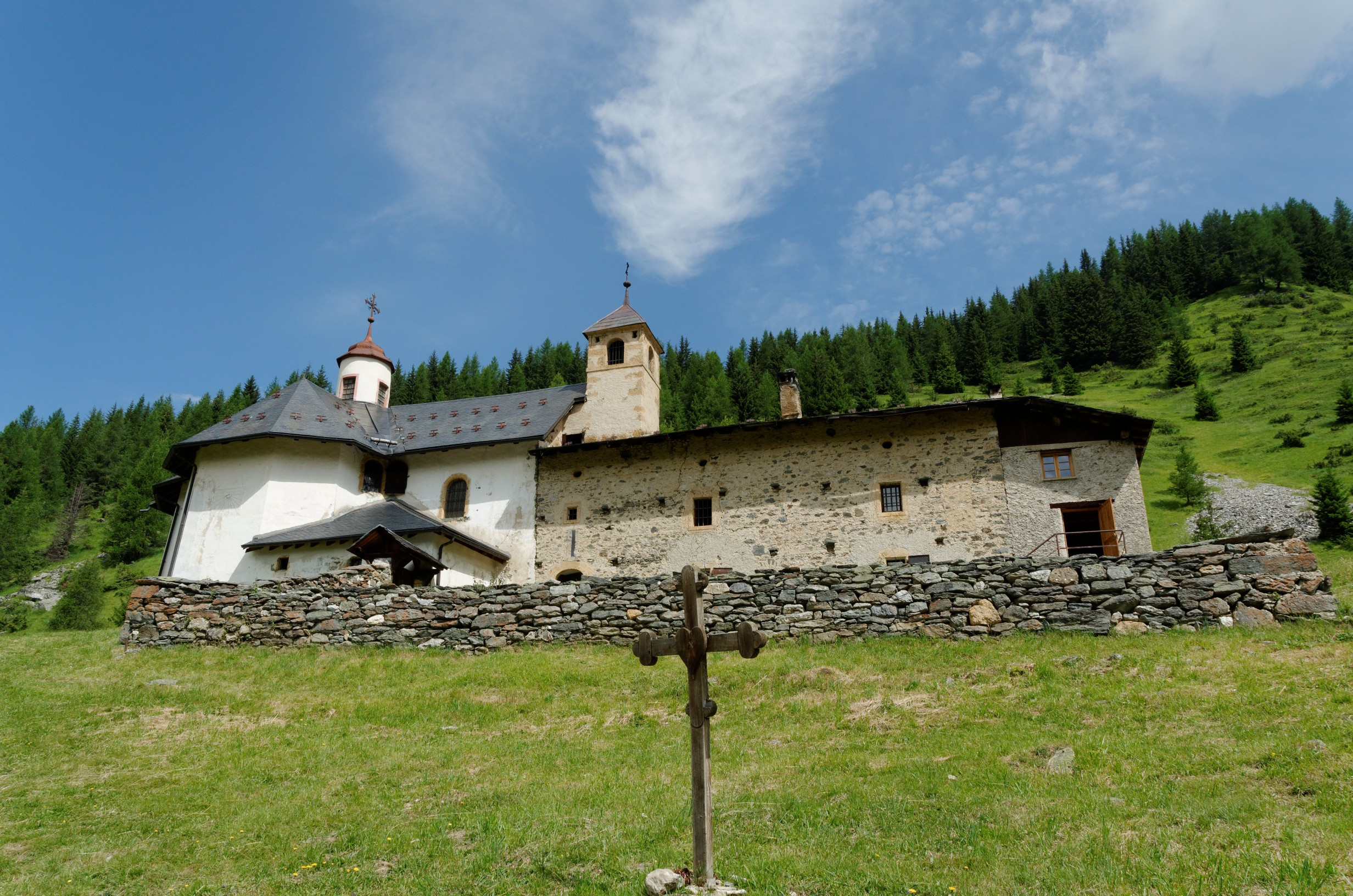
Face sud.
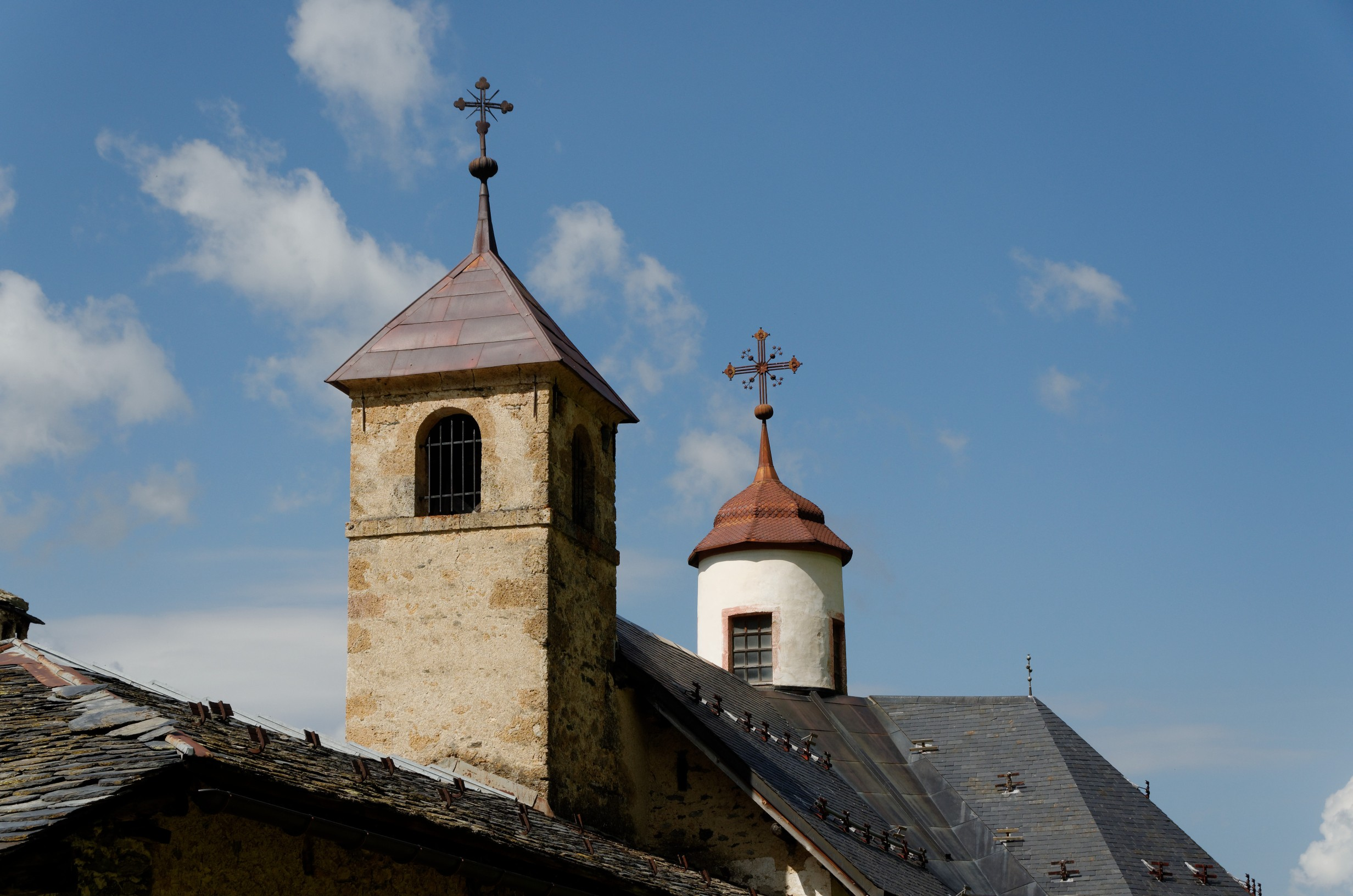
Le toit.
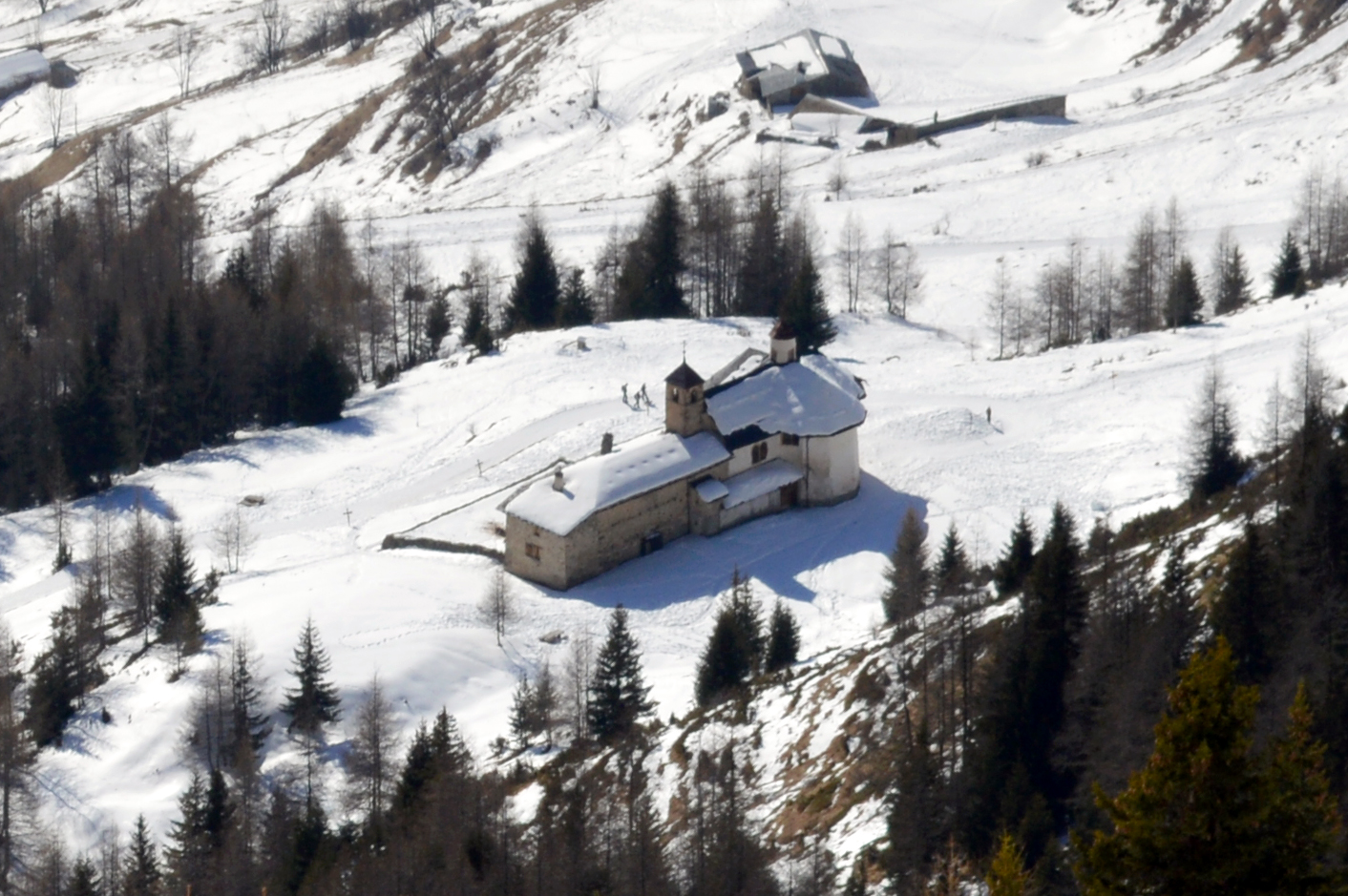
Vue de l'Aiguille Rousse en contrehaut.
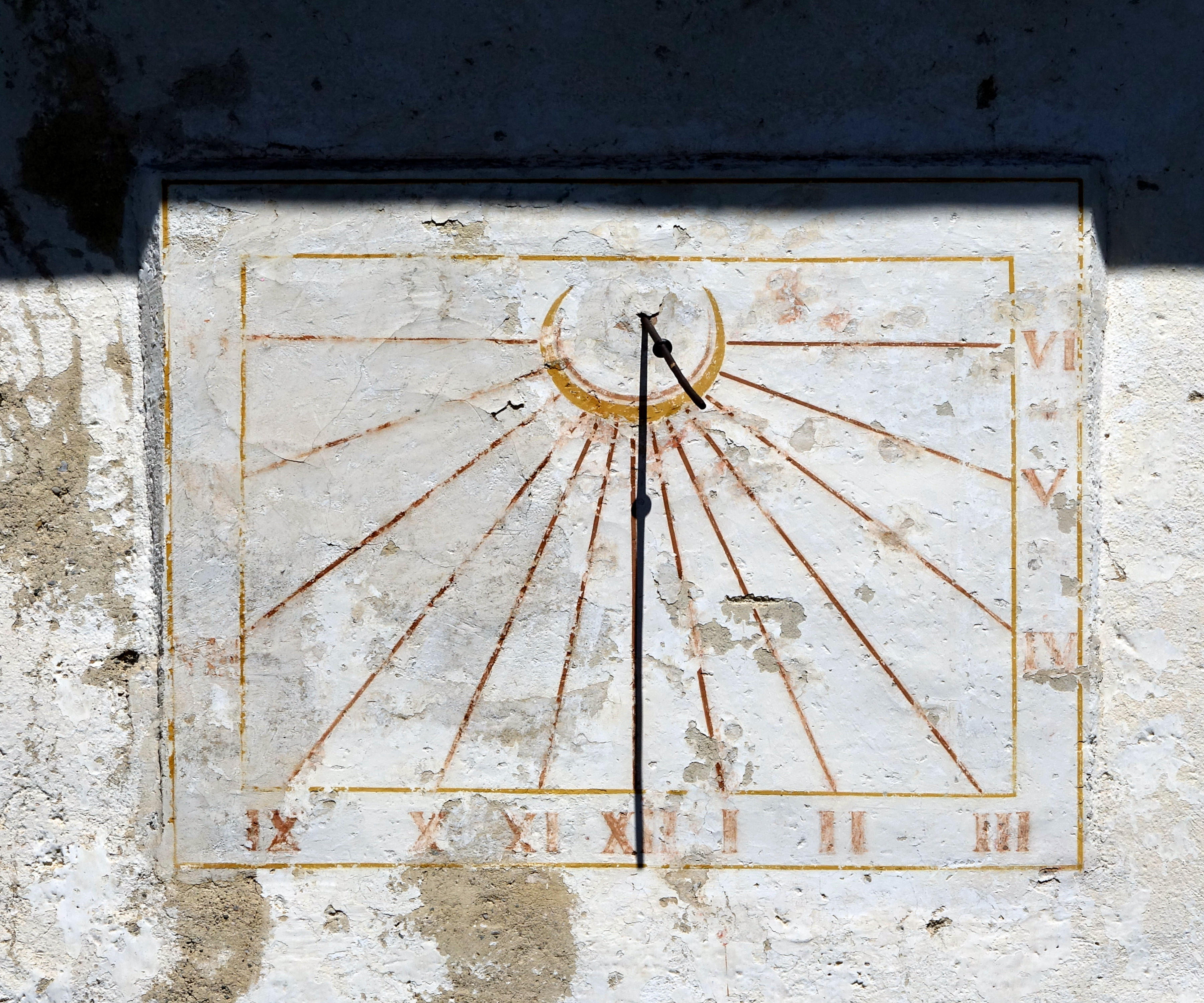
Cadran solaire.
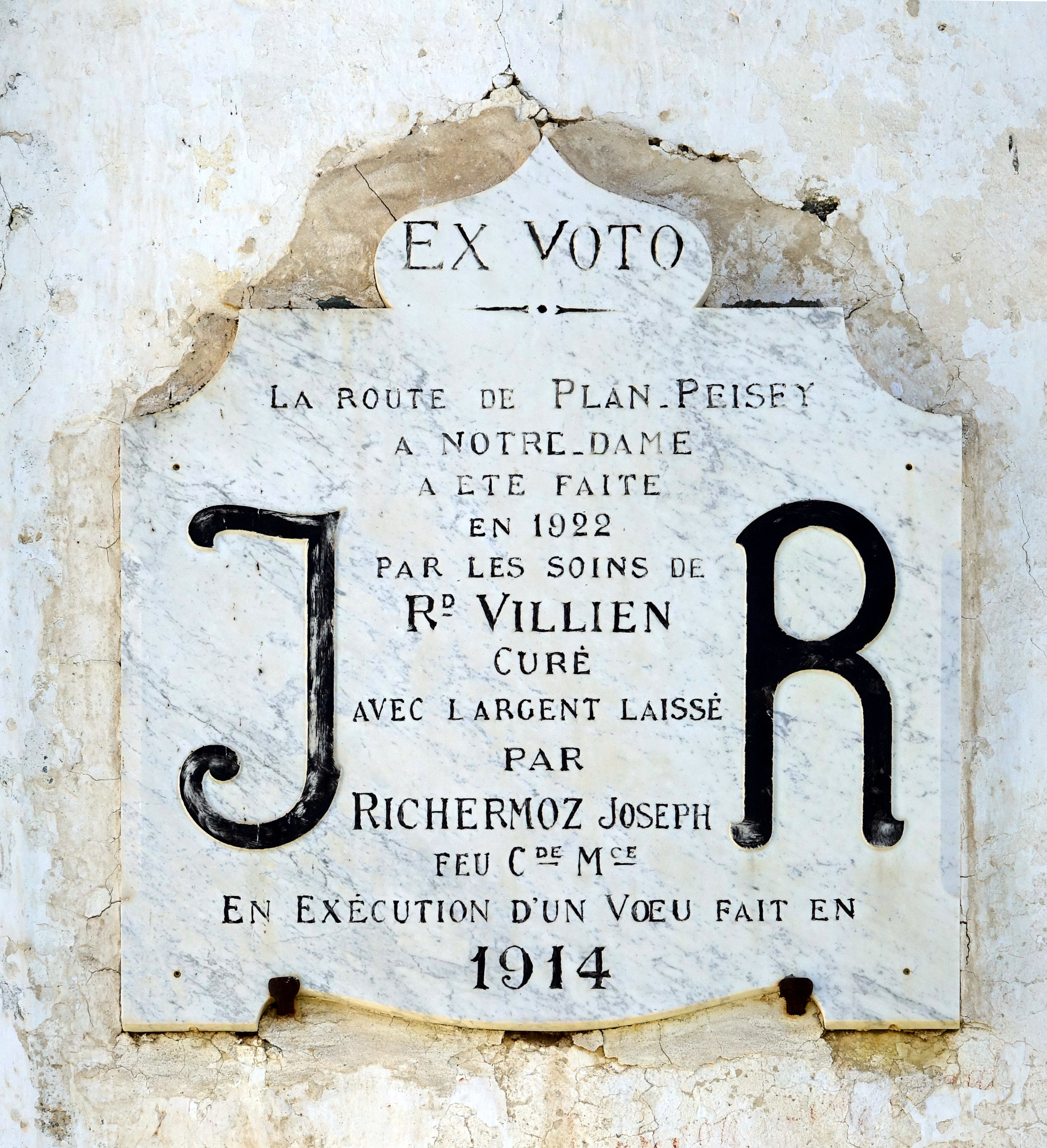
Ex-voto.

### Sources documentaires
- croquis sur Gallica réalisé en 1875
- Fiche dans l'inventaire des sanctuaires et lieux de pèlerinage chrétiens en France